# Klokkeblomst og den forsvundne skat
Klokkeblomst og den forsvundne skat er en amerikansk animeretfilm fra 2009. Filmen er produceret af DisneyToon Studios.

## Medvirkende
- Mae Whitman som Klokkeblomst (stemme)
- Jesse McCartney som Terence (stemme)
- Jane Horrocks som Fairy Mary (stemme)
- Lucy Liu som Silvermist (stemme)
- Raven-Symoné som Iridessa (stemme)
- Kristin Chenoweth som Rosetta (stemme)
- Angela Bartys som Fawn (stemme)
- Rob Paulsen som Bobble (stemme)
- Jeff Bennett som Clank (stemme)
- Grey DeLisle som Lyria (stemme)
- John DiMaggio som Redleaf (stemme)
- Eliza Pollack Zebert som Blaze (stemme)
- Bob Bergen som Bugs / Creatures  (stemme)
- Roger Craig Smith som Bolt (stemme)
- Allison Roth som French Fairy  (stemme)
- Thom Adcox-Hernandez som Flint (stemme)
- Anjelica Huston som Queen Clarion (stemme)